# دولار الولايات الكونفدرالية
إصدر دولار الولايات الكونفدرالية لأول مرة قبل اندلاع الحرب الأهلية الأمريكية من قبل الكونفدرالية التي تشكلت حديثًا. ولم تكن هذه الصكوك مدعومة بأصول مادية، بل كانت ببساطة عبارة عن وعد بدفعها لحامليها بعد الحرب، على أمل انتصار الجنوب واستقلاله. ومع تقدم الحرب الأهلية وتضاؤل احتمالات انتصار الجنوب، تراجعت قيمتها. بعد هزيمة الكونفدرالية، لم تعد لأموالها أي قيمة، وخسر الأفراد والبنوك مبالغ كبيرة منها.
صدرت السلسلة الأولى من الأوراق النقدية الكونفدرالية في مارس 1861، وحملت فائدة وبلغ إجمالي تداولها 1٬000٬000 دولار أمريكي. وبما أن الحرب بدأت تتحول ضد الكونفدراليين، فقد تراجعت الثقة في العملة، وقامت الحكومة بتضخيم العملة من خلال الاستمرار في طباعة الأوراق النقدية غير المدعومة. بحلول نهاية عام 1863، كان سعر الدولار الكونفدرالي (أو "Greyback"، لتمييزه عن الدولار الورقي الأميركي "Greenback" الجديد آنذاك، والذي طرح للتداول أثناء الحرب) ستة سنتات فقط من الذهب، ثم انخفض أكثر.
أصبحت العملة الرمادية الآن قطعة ثمينة لهواة جمع العملات، بنسخها المتعددة، بما فيها تلك الصادرة عن الولايات والبنوك المحلية. ولا تزال النقوش المتنوعة لقادة الكونفدرالية، والآلهة، والقطارات، والسفن، والعبيد على هذه الأوراق النقدية المطبوعة على عجل، والتي تُقص أحيانًا بالمقصات ويوقعها الموظفون، تُثير جدلًا واسعًا بين تجار التحف، حتى أن بعض الأوراق النقدية المزيفة تُباع بأسعار مرتفعة.

## الخلفية
إصدر الدولار الكونفدرالي، والذي غالبًا ما يُطلق عليه اسم "Greyback"، للتداول لأول مرة في أبريل 1861، عندما كان عمر الكونفدرالية شهرين فقط، وفي عشية اندلاع الحرب الأهلية.
في البداية، قبلت العملة الكونفدرالية في جميع أنحاء الجنوب كوسيلة للتبادل ذات القدرة الشرائية العالية. ومع تقدم الحرب، تراجعت الثقة في النجاح النهائي، وزادت كمية النقود الورقية، و تمددت تواريخ استردادها إلى أبعد من ذلك في المستقبل. حملت معظم العملات الكونفدرالية العبارة عبر الجزء العلوي من الفاتورة: "بعد ستة أشهر من التصديق على معاهدة السلام بين الولايات الكونفدرالية والولايات المتحدة" ثم عبر المنتصف، " ستدفع الولايات الكونفدرالية الأمريكية [مبلغ الفاتورة] لحاملها " (أو " ...ستدفع لحاملها [مبلغ الفاتورة]" أو "...ستدفع لحاملها عند الطلب [مبلغ الفاتورة]").
مع تقدم الحرب، خضعت العملة لانخفاض القيمة وارتفاع الأسعار المميز للتضخم. على سبيل المثال، عندما وصلت أخبار هزيمة الكونفدرالية في غيتيسبيرغ إلى الجمهور، انخفضت قيمة العملة الكونفدرالية بنسبة 20٪. طلب الرئيس الكونفدرالي جيفرسون ديفيس من المواطنين استعادة قيمة الدولار الكونفدرالي من خلال الاتفاق المتبادل على بيع وشراء السلع بأسعار مخفضة فقط. في أكتوبر 1863، قال عضو مجلس الشيوخ عن ولاية الكونفدرالية لويس ويغفال من تكساس إن الجندي الكونفدرالي حصل على 11 دولارًا شهريًا في الأجر، وهو ما يعادل نفس قيمة الدولار الواحد في بداية الحرب. في سبتمبر 1864، كان الدولار الكونفدرالي الواحد يساوي ثلاثة سنتات بالعملة الذهبية. حاول الناس الحفاظ على ثرواتهم من خلال شراء الذهب لدرجة أنه في ريتشموند، كان من المستحيل العثور على شخص يبيع ذهبه. في يوم عيد الميلاد عام 1864، انخفضت قيمة الدولار الكونفدرالي إلى حد أن الديك الرومي كان يُباع بـ 155 دولارًا ولحم الخنزير بـ 300 دولار. وبحلول نهاية الحرب، كان من الممكن بيع كعكة الصابون بما يصل إلى 50 دولارًا، وكانت البدلة العادية تُباع بـ 2700 دولار.
مع اقتراب نهاية الحرب، أصبحت العملة عديمة القيمة عمليًا كوسيلة للتبادل. كان السبب في ذلك هو أن العملة الكونفدرالية كانت في الغالب عبارة عن أوراق ائتمان، كما حدث في الحرب الثورية، ولم تكن مضمونة أو مدعومة بأي أصول. الاستثناءان الوحيدان كانا في ولاية ميسيسيبي، حيث صدرت في عام 1862 سلسلة من الأوراق النقدية بدعم من القطن المخزن لدى مزارعي الولاية، وفي فلوريدا، حيث كانت الأوراق النقدية مدعومة، من الناحية النظرية، بالأراضي العامة. وكما اعتبرت العملة التي أصدرها الكونغرس القاري عديمة القيمة (انظر العبارة "not worth a Continental"؛ وانظر أوراق الفدرالية، التي تناولت هذه القضية أيضاً في الفترة التي سبقت التصديق على دستور الولايات المتحدة) لأنها لم تكن مدعومة بأي أصول مادية، فقد أصبح هذا هو الحال أيضاً مع العملة الكونفدرالية. على الرغم من أن الذهب والفضة ربما كانا نادرين، إلا أن بعض المؤرخين الاقتصاديين[من؟] اقترح أن العملة قد احتفظت بدرجة مادية نسبيا من القيمة، ولمدة أطول من الزمن، لو كانت مدعومة بالسلع المادية التي كانت تمتلكها الكونفدرالية، مثل القطن أو التبغ. عندما توقف الاتحاد عن الوجود ككيان سياسي في نهاية الحرب، فقدت الأموال كل قيمتها كعملة ورقية.

## التصاميم

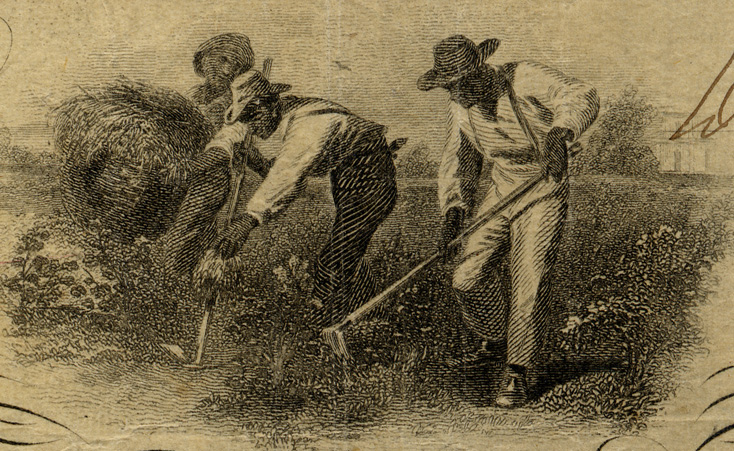
عبيد يعملون في الحقل، كما يظهر في ورقة نقدية

كانت الكونفدرالية محدودة في عدد النقاشين والطابعين المهرة بالإضافة إلى مرافق الطباعة الآمنة، وغالبًا ما كانت تضطر إلى الاكتفاء بتصميمات غير ذات صلة في إصدارات الأوراق النقدية المبكرة. وكانت بعض هذه الرسوم عبارة عن تصوير تجريدي لآلهة وإلهات أسطورية، مثل إلهة الحرية. شملت الموضوعات الكونفدرالية النموذجية السفن البحرية والشخصيات التاريخية، بما في ذلك جورج واشنطن. من بين 72 ورقة نقدية أصدرتها الولايات الكونفدرالية الأمريكية، كانت خمسة تصاميم تصور العبيد.
نظرًا لأن معظم النقاشين ولوحات البنوك كانوا في الولايات الشمالية، فقد استخدم المطابعون الكونفدراليون عملية الأوفست أو الطباعة الحجرية لنسخ المشاهد التي استخدمت على أي أوراق نقدية تمكنوا من الوصول إليها. تظهر أيضًا العديد من الاختلافات في الألواح والطباعة والأوراق في معظم الإصدارات، ويرجع ذلك إلى حد كبير إلى القيود المفروضة على التجارة نتيجة لحصار الاتحاد والسكك الحديدية الكونفدرالية غير الكافية في الحرب الأهلية الأمريكية.
من بين الأشخاص الموجودين على الأوراق النقدية أندرو جاكسون، وجون سي كالهون، وكريستوفر ميمينجر، وروبرت إم تي هنتر، وألكسندر إتش ستيفينز، وجيفرسون ديفيس، وجودا بي بنجامين، وكليمنت كلاي، وجورج دبليو راندولف، ولوسي هولكومب بيكينز، زوجة حاكم ولاية كارولينا الجنوبية. وكان هناك أيضًا مشروع قانون يضم جورج واشنطن.

## التوقيعات
تتوقع سندات الخزانة الكونفدرالية يدويًا من قبل العديد من الموظفين، باستثناء الإصدارات بقيمة 50 سنتًا والتي حملت توقيعات روبرت تايلر وإدوارد سي إلمور المطبوعة. توقعت الأوراق النقدية الستة الأولى الصادرة يدويًا من قبل المسجل وأمين الصندوق. ورغم أن التوقيعات اليدوية كانت تعتبر أداة لمكافحة التزوير، فإن العدد الهائل من الأوراق النقدية المنتجة لم يكن من المعقول أن يوقع عليها بشكل فردي من قبل رجلين. في كثير من الأحيان كان يوظف النساء كموظفات للتوقيع على "سجل" و"أمين الصندوق". وفي النهاية تعين ما يصل إلى 200 كاتب لكل منهما.

## سك العملات

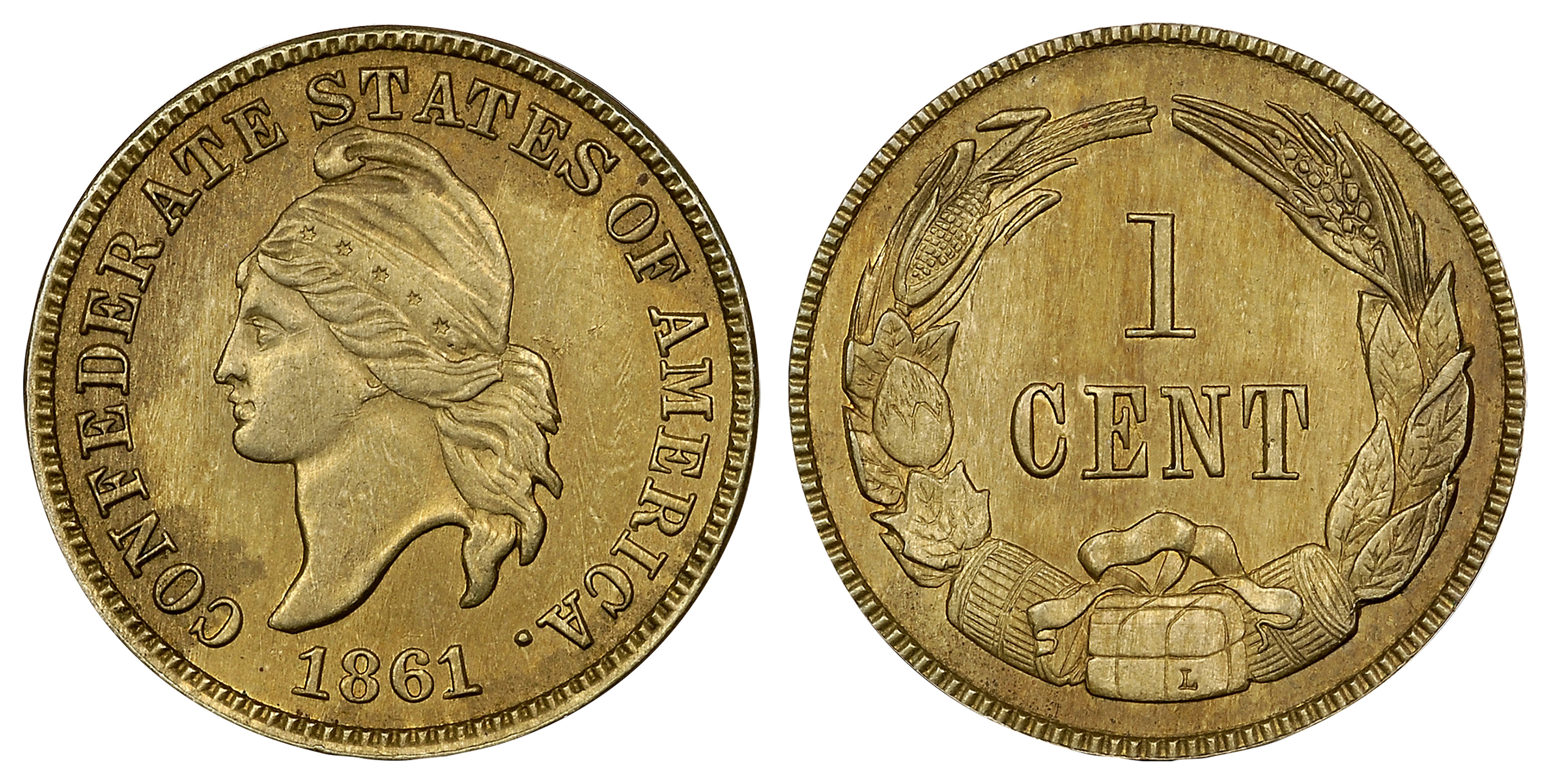
عملة كونفدرالية أصلية بقيمة 1 سنت لعام 1861

ومع استمرار الحرب الأهلية، أصبحت تكاليف الحرب باهظة. غالبًا ما كانت المعادن الثمينة المتوفرة في الجنوب تصل إلى أوروبا لشراء السلع الحربية، لكن الولايات المتحدة الكونفدرالية تمكنت من سك بعض العملات المعدنية. في عام 1861، كلف روبرت لوفِت الابن من فيلادلفيا بتصميم ونقش وصنع قطعة نقدية بقيمة سنت واحد للاتحاد الكونفدرالي. على الوجه الأمامي، استخدم رأس مينيرفا (رأس الحرية الفرنسية)، والذي استخدمه سابقًا على العديد من بطاقات المتجر. سكت العملات المعدنية باستخدام المعيار الفيدرالي آنذاك للنيكل النحاسي للقطع النقدية السنتية. لقد صنع بعض العينات، والتي قيل أن 12 منها فقط موجودة حسب القصص الشعبية ولكن الأبحاث أظهرت أن 14 منها معروف أنها موجودة حاليًا. خوفًا من الملاحقة القضائية بتهمة مساعدة العدو، توقف عن عمله وأخفى العملات المعدنية والقوالب في قبوه. أشتروا القوالب الأصلية لاحقًا واستخدموها في صنع الضربات الجديدة، أولاً بواسطة جون دبليو هاسلتين ثم بواسطة روبرت إس باشلو. تبرعوا بهذه القوالب إلى مؤسسة سميثسونيان من قبل باشلو في عام 1962.

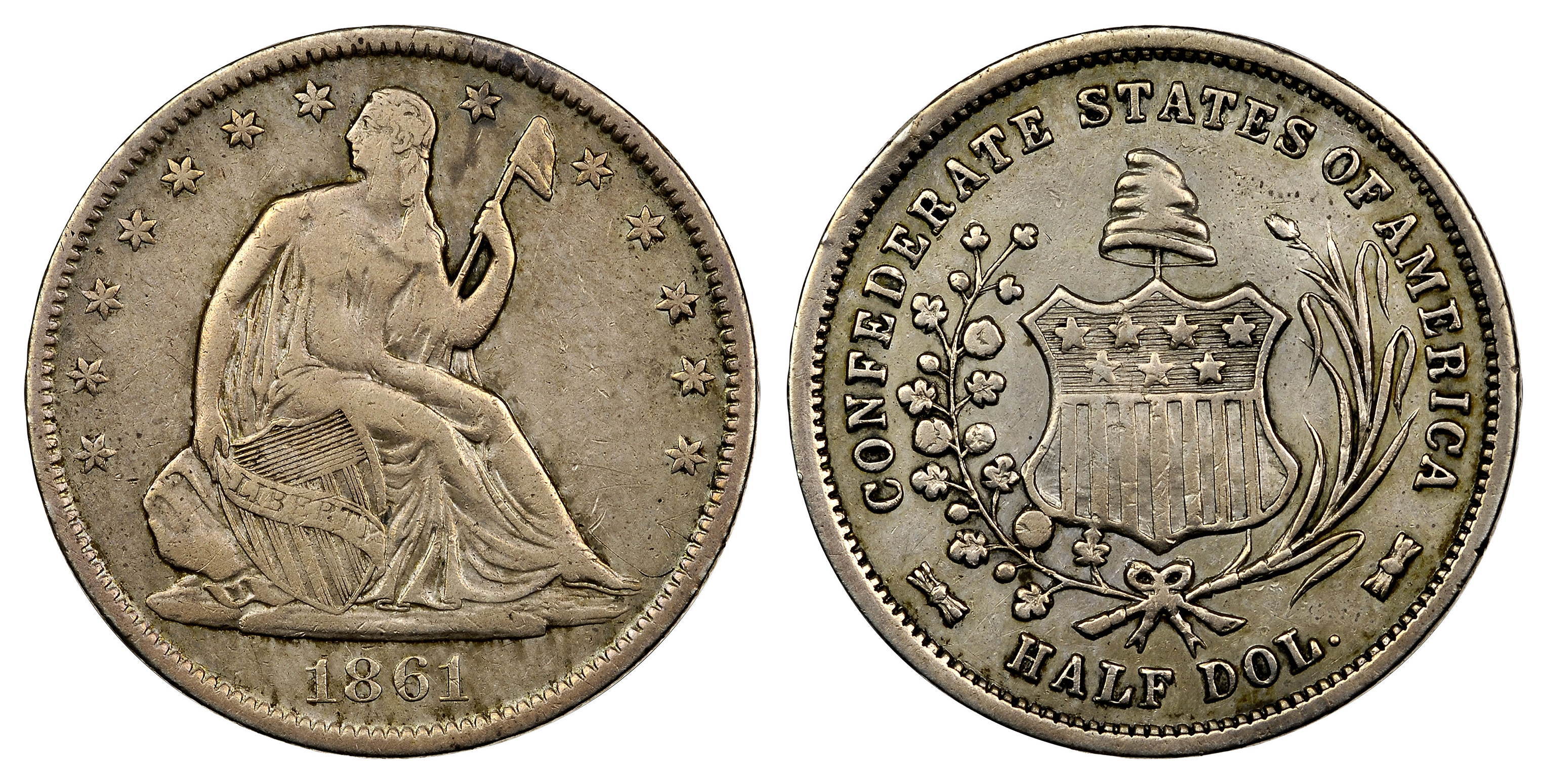
نصف دولار كونفدرالي أصلي من فئة 50 سنتًا يعود لعام 1861، ويُقال إنه كان ملكًا لرئيس الولايات الكونفدرالية الأمريكية جيفرسون ديفيس

في أعقاب الانفصال، استولت الكونفدرالية على مرافق دار سك العملة الأمريكية في شارلوت بولاية كارولينا الشمالية، ودالونيجا بولاية جورجيا، ونيو أورليانز بولاية لويزيانا. بعد الاستيلاء على احتياطيات السبائك المخزنة في المرافق والاستيلاء عليها، قررت وزارة الخزانة الكونفدرالية، بقيادة سي جي ميمينجر، أن تكلفة سك العملات المعدنية تفوق الفوائد بكثير. ستكون العملات المتداولة غير موجودة تقريبًا في الكونفدرالية طوال فترة الحرب. ستحاول مجموعة واسعة من الرموز والأوراق المالية المحلية ملء هذا الفراغ، ولكن دون جدوى.
في أواخر أبريل 1861، سك أربعة أنصاف دولارات كونفدرالية بواسطة مكبس يدوي من قبل موظفي دار سك العملة في نيو أورليانز. بسبب الارتفاع العالي لقالب العملة المعدنية، إجري اختبار ضرب لتحديد ما إذا كانت العملات المعدنية ستنطلق من قالب الكونفدرالية. صنع القالب بواسطة نقاش لوحة الطباعة (AHM Peterson) في نيو أورليانز والذي لم يكن على دراية بالتقنيات المطلوبة لنقش قوالب سك العملة. سكت هذه العملات المعدنية باستخدام قالب وجه العملة الأمريكية (Seated Liberty) والقالب الكونفدرالي الذي صنعه بيترسون. تُعرف هذه العملات بأنها أصلية، وموقع العملات الأربع معروف اليوم.
نتيجة لمقال نُشر عام 1879 حول عملة المائة الكونفدرالية المنشورة في إحدى صحف مدينة نيويورك، اتصل بنيامين إف. تايلور، الحاصل على دكتوراه في الطب (رئيس صك العملة في دار سك العملة في نيو أورليانز، CSA) بتاجر العملات إيبينيزر ماسون. أبلغ تايلور مايسون بوجود نصف الدولار الكونفدرالي والنرد. اشترى ماسون القالب والعملة المعدنية من تايلور وباعهما لشركة JW Scott في مدينة نيويورك، وهي شركة تاجر عملات وطوابع. اشترى سكوت 500 نصف دولار أمريكي تعود لعام 1861 من أحد بنوك نيويورك والتي من المفترض أنها سُكت في دار سك العملة في نيو أورليانز. قام سكوت بتسوية الجزء الخلفي من نصف الدولار وقام بضربه على جانب واحد باستخدام قالب نصف الدولار الكونفدرالي. كان وجه العملة المعدنية الذي يحمل صورة الحرية الجالسة مسطحًا بعض الشيء بسبب الضربة أحادية الجانب. بالإضافة إلى ذلك، قام سكوت بضرب 500 قطعة نقدية بحجم نصف دولار من المعدن الأبيض باستخدام قالب الكونفدرالية وقالب مصنوع حديثًا لإحياء ذكرى إعادة ضرب نصف دولارات الكونفدرالية. لقد اختفى نصف الدولار الكونفدرالي خلال عشرينيات القرن العشرين ولم يرى منذ ذلك الحين.
تزعم القصص الشعبية أن أحد نصفي دولار الكونفدرالية قد أعطي للرئيس الكونفدرالي جيفرسون ديفيس. هذه القصة ليس لها أي أساس من الصحة. في رسالة إلى إيبينيزر ماسون عام 1879، أكد ديفيس أن جنديًا من الاتحاد (ضابطًا فيدراليًا في الواقع) سرق عملة معدنية من أحد صناديق زوجته، لكنه لم يستطع تأكيد أنها كانت مثل نصف الدولار الكونفدرالي المعروف آنذاك. من الممكن أن تكون العملة عبارة عن عملة ذهبية تسمى "دايم جيفرسون ديفيس" سكت في دار سك العملة في باريس (فرنسا)، والتي وصفها ديفيس لتاجر العملات إد فروسارد في رسالة عام 1880. سكت جميع عملات العشرة سنتات المعروفة من جيفرسون ديفيس بالفضة في دار سك العملة في باريس. رسالة ديفيس هي المرجع الوحيد المعروف لعينة ذهبية، والتي من المرجح أنها كانت قطعة عرض خاصة مصنوعة لديفيس.

## الأوراق النقدية
إصدرت سندات الخزانة الكونفدرالية (الأوراق النقدية) في نهاية المطاف بفئات 50 سنتًا، 1 دولار أمريكي، 2 دولار أمريكي، 5 دولار أمريكي، 10 دولار أمريكي 20 دولار أمريكي 50 دولار أمريكي 100 دولار أمريكي، و 500 دولار أمريكي، و 1٬000 دولار أمريكي مع مجموعة متنوعة من التصميمات والجهات المصدرة والالتزامات القابلة للاسترداد. بلغ إجمالي قيمة العملة الصادرة بموجب القوانين المختلفة التي أصدرها الكونغرس الكونفدرالي 1 دولار أمريكي. إصدرت الأوراق النقدية في 72 "نوعًا" مختلفًا في سبع "سلاسل" من عام 1861 إلى عام 1864.
نظرًا لوجود العديد من أنواع الأوراق النقدية الكونفدرالية بالإضافة إلى الأوراق النقدية التي أصدرتها ولايات الكونفدرالية، وبما أن البنوك يمكنها إصدار أوراقها النقدية الخاصة، فقد كان التزوير يمثل مشكلة رئيسية بالنسبة للكونفدرالية. يمكن التعرف على العديد من هذه المنتجات المزيفة المعاصرة اليوم ويمكن أن تكون ذات قيمة لهواة الجمع مثل العملة الحقيقية.
تظل الدولارات والعملات الكونفدرالية موضوعًا لتجارة نشطة، مع تصنيف دقيق للضرر والتدهور مماثل للتصنيفات التي يقوم بها بائعو الكتب.

### سلسلة من ملاحظات CSA
| سلسلة وقوانين التفويض أوراق نقدية من دولارات الولايات الكونفدرالية (1861-1864) | سلسلة وقوانين التفويض أوراق نقدية من دولارات الولايات الكونفدرالية (1861-1864) | سلسلة وقوانين التفويض أوراق نقدية من دولارات الولايات الكونفدرالية (1861-1864) | سلسلة وقوانين التفويض أوراق نقدية من دولارات الولايات الكونفدرالية (1861-1864)                                                             | سلسلة وقوانين التفويض أوراق نقدية من دولارات الولايات الكونفدرالية (1861-1864)                                       |
| السلسلة                                                                        | التفويض                                                                        | الكمية                                                                         | الفئة | التعليقات |
| ------------------------------------------------------------------------------ | ------------------------------------------------------------------------------ | ------------------------------------------------------------------------------ | --- | --- |
| الأولى                                                                         | قانون 9 مارس 1861 عُدِّل في 3 أغسطس1861                                           | 1٬000٬000 دولار أمريكي (i) 1٬000٬000 دولار أمريكي (ii)                         | 50 دولار أمريكي, 100 دولار أمريكي, 500 دولار أمريكي, 1٬000 دولار أمريكي (i) $50, 100 دولار أمريكي (ii)                                     | فائدة بمعدل 3.65%، تدفع بعد اثني عشر شهرًا من التاريخ                                                                 |
| الثانية                                                                        | قانون 16 مايو 1861                                                             | 20٬000٬000 دولار أمريكي                                                        | 5 دولار أمريكي, 10 دولار أمريكي, 20 دولار أمريكي, 50 دولار أمريكي, 100 دولار أمريكي                                                        | لا يوجد فوائد، يدفع بعد عامين من التاريخ                                                                             |
| الثالثة                                                                        | قانون 19 أغسطس 1861 عُدِّل في 24 ديسمبر 1861                                      | 100٬000٬000 دولار أمريكي (i) 50٬000٬000 دولار أمريكي (ii)                      | 5 دولار أمريكي, 10 دولار أمريكي, 20 دولار أمريكي, 50 دولار أمريكي, 100 دولار أمريكي                                                        | ممول بسندات بنسبة 8%، تسدد بعد ستة أشهر من إبرام معاهدة/سلام بين الولايات المتحدة وجمهورية الكونغو الديمقراطية       |
| الرابعة                                                                        | قانون 17 أبريل 1862 عُدِّل في 23 سبتمبر 1862                                      | 170٬000٬000 دولار أمريكي (i) 5٬000٬000 دولار أمريكي (ii)                       | 1 دولار أمريكي, 2 دولار أمريكي, 10 دولار أمريكي, 20 دولار أمريكي, 100 دولار أمريكي                                                         | طرح أوراق نقدية بقيمة 1 دولار أمريكي و2 دولار أمريكي، و100 دولار أمريكي من الأوراق النقدية ذات الفائدة (2 سنت يوميًا) |
| الخامسة                                                                        | قانون 13 أكتوبر 1862                                                           | 90٬000٬000 دولار أمريكي                                                        | 1 دولار أمريكي, 2 دولار أمريكي, 5 دولار أمريكي, 10 دولار أمريكي, 20 دولار أمريكي, 50 دولار أمريكي, 100 دولار أمريكي                        | تُدفع بعد ستة أشهر من التصديق على المعاهدة. تُصدر فئات أقل على ورق وردي.                                               |
| السادسة                                                                        | قانون 23 مارس 1863                                                             | 50٬000٬000 دولار أمريكي                                                        | 50¢, 1 دولار أمريكي, 2 دولار أمريكي, 5 دولار أمريكي, 10 دولار أمريكي, 20 دولار أمريكي, 50 دولار أمريكي, 100 دولار أمريكي                   | مستحقة الدفع بعد عامين من التصديق على المعاهدة                                                                       |
| السابعة                                                                        | قانون 17 فبراير 1864                                                           | 200٬000٬000 دولار أمريكي                                                       | 50¢, 1 دولار أمريكي, 2 دولار أمريكي, 5 دولار أمريكي, 10 دولار أمريكي, 20 دولار أمريكي, 50 دولار أمريكي, 100 دولار أمريكي, 500 دولار أمريكي | مستحقة الدفع بعد عامين من التصديق على المعاهدة                                                                       |

### طابعات ونقاشات الأوراق النقدية
| النقاش/الطابعة                    | الموقع                          | الأنواع مطبوعة                       | التعليقات |
| --------------------------------- | ------------------------------- | ------------------------------------ | --- |
| شركة البنك الوطني للأوراق المالية | نيويورك، نيويورك                | 1–4                                  | جزء من شركة American Bank Note Company |
| شركة ساوث بانك نوت                | نيو أورليانز، لويزيانا          | 5, 6, 15, 19, 22, 31                 | الفرع الجنوبي لشركة American Bank Note Company |
| هوير ولودفيغ                      | ريتشموند، فيرجينيا              | 7–11, 13–14, 17–18, 27–28, 35–36, 46 | لويس هوير وتشارلز لودفيغ، في الخدمة 1861-1864 |
| جول مانوفرييه                     | نيو أورليانز، لويزيانا          | 12                                   | مصمم ليثوغرافيا، مُتعاقد على طباعة أوراق نقدية أمريكية من فئة 10 دولارات أمريكية. سُرق بعضها ودخل التداول بتوقيعات مزورة. أُلغي العقد. |
| ليجيت، كيتنغ وبول                 | ريتشموند، فيرجينيا              | 23, 24, 32, 33                       | انضم إدوارد كيتنغ (الذي كان يعمل سابقًا نقّاشًا للصور الشخصية في شركة Southern Bank Note Company) إلى شركة Leggett & Ball بعد فترة وجيزة من اندلاع الحرب الأهلية. أُجبر ليغيت على ترك الشركة بعد اتهامه بالتجسس لصالح الاتحاد، وأصبحت الشركة تُعرف باسم Keatinge & Ball. |
| كيتنغ وبول                        | كولومبيا، SC ريتشموند، فيرجينيا | 16, 21, 25, 26, 34, 41, 49–62, 64–71 | في عام 1862، انتقلت شركة Keatinge & Ball إلى ريتشموند. |
| بلانتون دنكان                     | كولومبيا، SC ريتشموند، فيرجينيا | 20, 29, 30, 37, 38, 42–45            | كان دانكان في الأصل من كنتاكي، وانتقل إلى ريتشموند بدعوة من كريستوفر ميمينجر لفتح مصنع للورق ومصنع طباعة. |
| ج. ت. باترسون                     | كولومبيا، SC                    | 28, 36, 39, 40,                      | |
| آرتشر ودالي                       | ريتشموند، فيرجينيا              | 63                                   | شركة طباعة حجرية متخصصة بشكل أساسي في أسهم وسندات CSA |
| آرتشر وهالبين                     | ريتشموند، فيرجينيا              | 72                                   | |

## الفهرس
- Cuhaj، George S. (28 ديسمبر 2012). Confederate States Paper Money. Krause Publications. ISBN:978-1-4402-3086-8.
- "Seigniorage in the Civil War South. Explorations in Economic History". Explorations in Economic History. ج. 72: 74–92. أبريل 2019. DOI:10.1016/j.eeh.2018.11.001. S2CID:92991941.
- Fricke، Pierre (2005). Collecting Confederate Paper Money - Field Edition 2008. Spink. ISBN:978-0-9710821-5-1.
- Fricke، Pierre (2 ديسمبر 2013). Collecting Confederate Paper Money - Field Edition 2014. Pierre Fricke. ISBN:978-0-9844534-9-8.
- Friedberg، Arthur L.؛ Friedberg، Ira S. (2013). Paper Money of the United States: A Complete Illustrated Guide With Valuations (ط. 20th). Coin & Currency Institute. ISBN:978-0-87184-520-7.
- Levi، Harold؛ Corell، George (2006). The Lovett Cent; a Confederate Story. Lulu.com. ISBN:978-1-84728-878-3.[مصادر ذاتية النشر]
- Hessler، Gene (1993). The Engraver's Line – An Encyclopedia of Paper Money & Postage Stamp Art. BNR Press. ISBN:978-0-931960-36-9.
- Matthews، James M. (1862). Public Laws of the Confederate States of America Passed at the First-Fourth Sessions of the Second Congress. مؤرشف من الأصل في 2024-10-02.
- Yeoman، R. S. (1 يونيو 2004). A Guide Book of United States Coins. ISBN:978-0-7948-1790-9.
- Hudgeons، Tom؛ Hudgeons، Marc (1 يونيو 2004). 2005 Blackbook Price Guide to United States Paper Money. ISBN:978-1-4000-4839-7.

## روابط خارجية
- قصة العملة الكونفدرالية
- جمع النقود الورقية الكونفدرالية نسخة محفوظة April 17, 2003, على موقع واي باك مشين.
- خدمة التصنيف الاحترافي
- حقائق عن العملات المعدنية
- شركة مينت مارك لعلم العملات
- صور وأوصاف العملة الكونفدرالية في مجموعة ماكون
- متحف بوسطن أثينيوم: العملات الورقية من الولايات الكونفدرالية الأمريكية، المجموعة الرقمية
- مجموعة عملات الكونفدرالية خلال الحرب الأهلية من جامعة ولاية جورجيا، نسخة محفوظة January 1, 2017, على موقع واي باك مشين.

1. ↑  Despite the authorized amount, 138٬000٬000 دولار أمريكي was issued.[20]
2. ↑  Despite the authorized amount, over 517٬900٬000 دولار أمريكي was issued.[22]
3. ↑  Despite the authorized amount, over 400٬000٬000 دولار أمريكي was issued.[23]